# Траталиас
Траталиас (итал. Tratalias) — коммуна в Италии, располагается в регионе Сардиния, в провинции Южная Сардиния.
Население составляет  1 053 человек (30-06-2019), плотность населения составляет 33,97 чел./км². Занимает площадь 31 км². Почтовый индекс — 9010. Телефонный код — 0781.
Покровительницей коммуны почитается Пресвятая Богородица (Санта-Мария-ди-Монсеррато), празднование в воскресение после Вознесения.

## Демография
Динамика населения:

## Администрация коммуны
- Официальный сайт: http://www.comune.tratalias.ca.it/